# 不朽の自由作戦
不朽の自由作戦（ふきゅうのじゆうさくせん、英: Operation Enduring Freedom、略称: OEF）は、2001年9月11日のアメリカ同時多発テロ事件の報復として、同事件の首謀者と断定された国際テロ組織アルカーイダを隠匿している疑いがあるとされたアフガニスタンのターリバーン政権に対して、アメリカ合衆国とイギリスの両国により、2001年10月7日に開始され、2014年12月28日に終結した一連の軍事作戦の総称である。

## 概要
OEFはアメリカのブッシュ政権によって「対テロ戦争」（War on Terror）の一環と位置づけられ、国際テロの脅威を防ぐための防衛戦として始められた。当初の名称は「Operation Infinite Justice」（限りなき正義作戦。「無限の正義」「究極の裁き」とも訳す）であったが、"Infinite"はイスラム教ではアッラーフを意味することがあり、イスラム法学者から「究極の正義を意味するのなら、それはアッラーフのみが与えることができるので不適切」と批判を受けた。そのため、作戦名を改めたものである。
現在、アフガニスタンを含む中央アジア地域をはじめとし（OEF-A）、東南アジア（OEF-P、フィリピンにおける不朽の自由作戦）、アフリカの角（OEF-HOA、アフリカの角における不朽の自由作戦）、トランス・サハラ/サヘル（OEF-TS、トランス・サハラにおける不朽の自由作戦 ）地域を含む世界6箇所で作戦が展開されている。
通常、「OEF」は2001年10月7日に米英両軍による攻撃で始まったアフガニスタン戦争における軍事作戦の名称を意味するため、本項においても、アフガニスタンにおけるOEF即ちOEF-Aについてのみ記述する（→アフガニスタン紛争 (2001年-2021年)）。

## 法的根拠
不朽の自由作戦（OEF）は、国際連合安全保障理事会決議によって認められた集団安全保障措置としての軍事行動ではない。OEFの法的根拠は、国連憲章第51条の規定に基づき、攻撃開始の当日である2001年10月7日に米英両国により安保理に提出された書簡にあるとされている。
安保理議長に宛てたこの書簡で、当時のジョン・ネグロポンテ米国連大使は以下のように述べている。
"In accordance with Article 51 of the Charter of the United Nations, I wish, on behalf of my Government, to report that the United States of America, together with other States, has initiated actions in the exercise of its inherent right of individual and collective self-defence following the armed attacks that were carried out against the United States on 11 September 2001."
すなわち、国連憲章第51条の報告義務の規定に基づき、米国は「他の諸国とともに個別的又は集団的な固有の自衛の権利の行使として行動を開始した」ことを、安保理に報告しているのである。したがって、OEFは国連では、米国及びその同盟国が個別的又は集団的自衛権の行使として行った「武力行使」であると認識（recognize）されている。この「認識」は、2001年9月12日の安保理決議1368号の前文にて以下のように明記されている。
原文：
"Recognizing the inherent right of individual or collective self-defence in accordance with the Charter,"
和文：
「憲章に従って、個別的又は集団的自衛の固有の権利を認識し、」

## 作戦内容
2007年10月時点、アフガニスタンではOEFの名の下に以下の作戦が実施されている。
- アフガニスタン南部、南東部、東部のパキスタン国境付近を対象とした対テロ掃討作戦
- アフガン警察（Afghan National Police: ANP）の整備
- アフガン軍（Afghan National Army: ANA）の整備

アフガン軍の整備は、2004年4月の「アフガニスタン治安支援国会合」の枠組みの定めに従ってアメリカ合衆国が担当しているが、アフガン警察の整備についてはこれまでドイツが担当していた。しかしNATOの増派要請に応える見返りとして、ドイツは警察整備の責務移管をEUに要請。2007年5月14日、欧州委員会はこの要請に応じてEUのアフガン専任警察支援組織「EUPOL Afghanistan」の創設を決定した。6月14日、EUPOL Afghanistanは正式に発足したが、その代表が数カ月で交代するなどまだ安定を見ていない。そこで、米軍（OEF）は穴埋めのためにアフガン警察の整備支援も行っている。

## 参加国
日本政府によれば、2007年4月時点で、75カ国がOEFに何らかの協力を行っている。実際に陸上で作戦行動に関っているのは、米、英、仏などを含めた20カ国。海上での作戦に関っているのは、ドイツ、カナダ、パキスタンなどを含めた8カ国である。
海上での作戦であるOEF-MIO（海上阻止行動）には、2001年11月2日以降に日本も正式に参戦し、インド洋に海上自衛隊の艦艇を派遣している（→自衛隊インド洋派遣）。

## 指揮系統
アフガニスタンにおけるOEFは、フロリダ州タンパにある米中央軍（Central Command: CENTCOM）が担当しており、その活動はCENTCOM隷下である、カーブルのアフガニスタン合同治安移行司令部（Combined Security Transition Command-Afghanistan: CSTC-A）と、バグラムの合同任務部隊82（Combined Joint Task Force-82: CJTF-82)が所掌する。